# Persoonia media
Persoonia media (R.Br., 1810) è una pianta della famiglia Proteaceae, nativa del New South Wales e del Queensland nell'est dell'Australia.

## Descrizione
È una pianta che varia moltissimo dalle località in cui si sviluppa. Cresce come un arbusto o un albero, con un'altezza che può arrivare dai 0,3 ai 25 metri. Le piante che si sviluppano intorno al fiume Macleay (quindi in clima asciutto), crescono grazie ai lignotubers, sono corte e provviste di gambo mentre quelle che crescono in un clima più umido sono più alte e tendono ad avere foglie più strette. La corteccia e i rami sono lisci , ma a volte ci sono delle piccole fessure alla base della pianta. Le foglie, di forma ovale ed ellittica, misurano dai 3 ai 14 cm (centimetri) di lunghezza e dai 0.4 ai 3.5 cm (centimetri) di larghezza. I fiorellini gialli appaiono da Novembre ad Aprile.
Il botanico Robert Brown descrisse questa pianta nel 1830. Il genere è stato rivisto da Peter Weston nel suo libro Flora of Australia trascritto nel 1995, e la P. media è stata piazzata nel gruppo Lanceolata un gruppo di 54 piante strettamente correlate tra loro con fiori più o meno simili ma con fioritura differente .Queste piante si incrociavano spesso tra loro e si formavano dei veri e propri ibridi con la P. oleoides, P. linearis P. conjuncta e in alcuni casi con la P. adenantha che è stata pure registrata.

## Distribuzione e habitat
Persoonia media è stata trovata nel Nuovo Galles del Sud con Barrington Tops come limite massimo. Inoltre è stata trovata nel Manning River nella montagna Chaelundi a nord vicino l'est nella nuova Inghilterra fino al Nightcap National Park e nel sud-est del Queensland, dove è stata trovata nel Lamington e nel Springbrook Plateaus. Cresce sia nelle foreste asciutte ed aride sia nelle foreste bagnate e piovose dato che fa parte della vegetazione sclerophyll. È stata inoltre trovata adagiata sopra alcune rocce basiche metamorfiche.
Grazie ad una ricerca condotta nella Nuova Inghilterra si è scoperto che può essere uccisa dal fuoco e rigenerata attraverso lo stesso seme. Ci mette circa dai 5 ai 6 anni per raggiungere la maturità , è una pianta con una media aspettativa di vita e riesce a vivere fino ai 20 anni.